# 2197 Шанхай
2197 Шанха́й (2197 Shanghai) — астероїд головного поясу, відкритий 30 грудня 1965 року.
Тіссеранів параметр щодо Юпітера — 3,193.
Названо на честь міста Шанхай (КНР).